# A3GALT2
A3GALT2 (англ. Alpha 1,3-galactosyltransferase 2) — білок, який кодується однойменним геном, розташованим у людей на 1-й хромосомі. Довжина поліпептидного ланцюга білка становить 340 амінокислот, а молекулярна маса — 38 754.
| 10         |  | 20         |  | 30         |  | 40         |  | 50         |
| ---------- |  | ---------- |  | ---------- |  | ---------- |  | ---------- |
| MALKEGLRAW |  | KRIFWRQILL |  | TLGLLGLFLY |  | GLPKFRHLEA |  | LIPMGVCPSA |
| TMSQLRDNFT |  | GALRPWARPE |  | VLTCTPWGAP |  | IIWDGSFDPD |  | VAKQEARQQN |
| LTIGLTIFAV |  | GRYLEKYLER |  | FLETAEQHFM |  | AGQSVMYYVF |  | TELPGAVPRV |
| ALGPGRRLPV |  | ERVARERRWQ |  | DVSMARMRTL |  | HAALGGLPGR |  | EAHFMFCMDV |
| DQHFSGTFGP |  | EALAESVAQL |  | HSWHYHWPSW |  | LLPFERDAHS |  | AAAMAWGQGD |
| FYNHAAVFGG |  | SVAALRGLTA |  | HCAGGLDWDR |  | ARGLEARWHD |  | ESHLNKFFWL |
| HKPAKVLSPE |  | FCWSPDIGPR |  | AEIRRPRLLW |  | APKGYRLLRN |  |            |

A: Аланін

C: Цистеїн

D: Аспарагінова кислота

E: Глутамінова кислота

F: Фенілаланін

G: Гліцин

H: Гістидин

I: Ізолейцин

K: Лізин

L: Лейцин

M: Метіонін

N: Аспарагін

P: Пролін

Q: Глутамін

R: Аргінін

S: Серин

T: Треонін

V: Валін

W: Триптофан

Кодований геном білок за функціями належить до трансфераз, глікозилтрансфераз. 
Білок має сайт для зв'язування з іонами металів, іоном марганцю. 
Локалізований у мембрані, апараті гольджі.